# Génie rural (science)
Pour les articles homonymes, voir Génie rural.

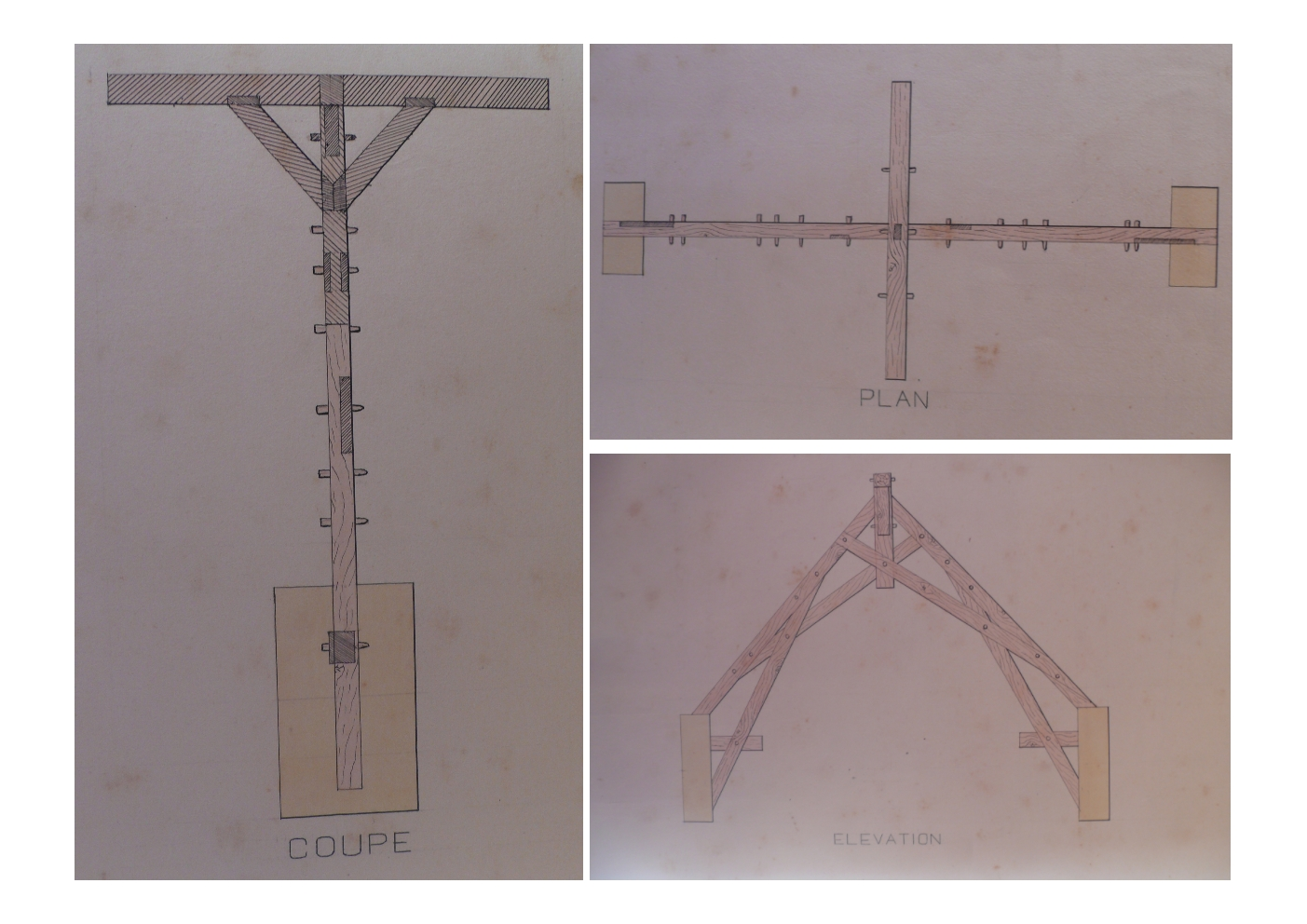
Cours de génie rural à l'École nationale supérieure agronomique de Rennes : construction d'une charpente.

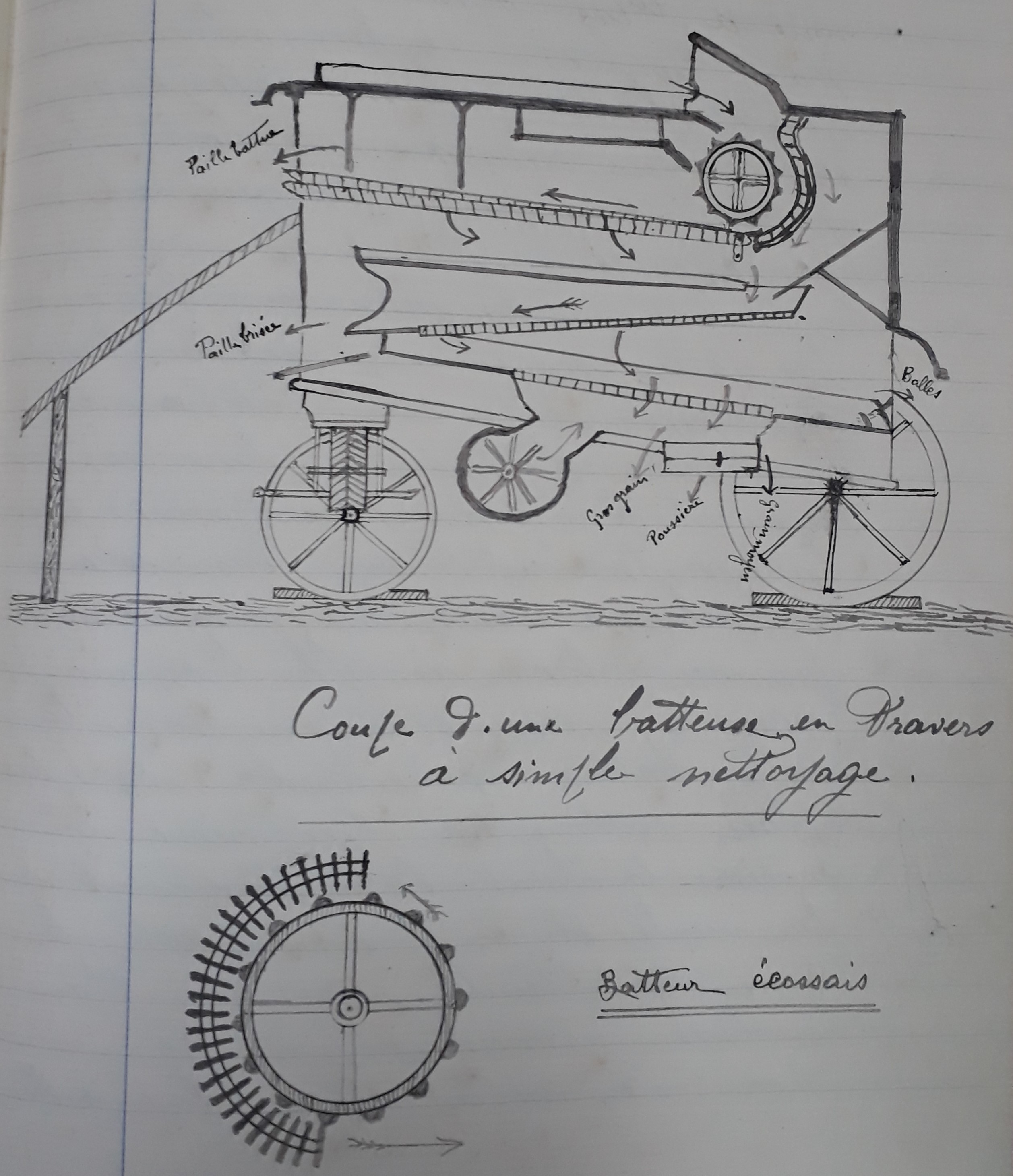
Cours de génie rural à l'école d'agriculture de Ploërmel au XXe siècle : une batteuse dessinée en coupe.

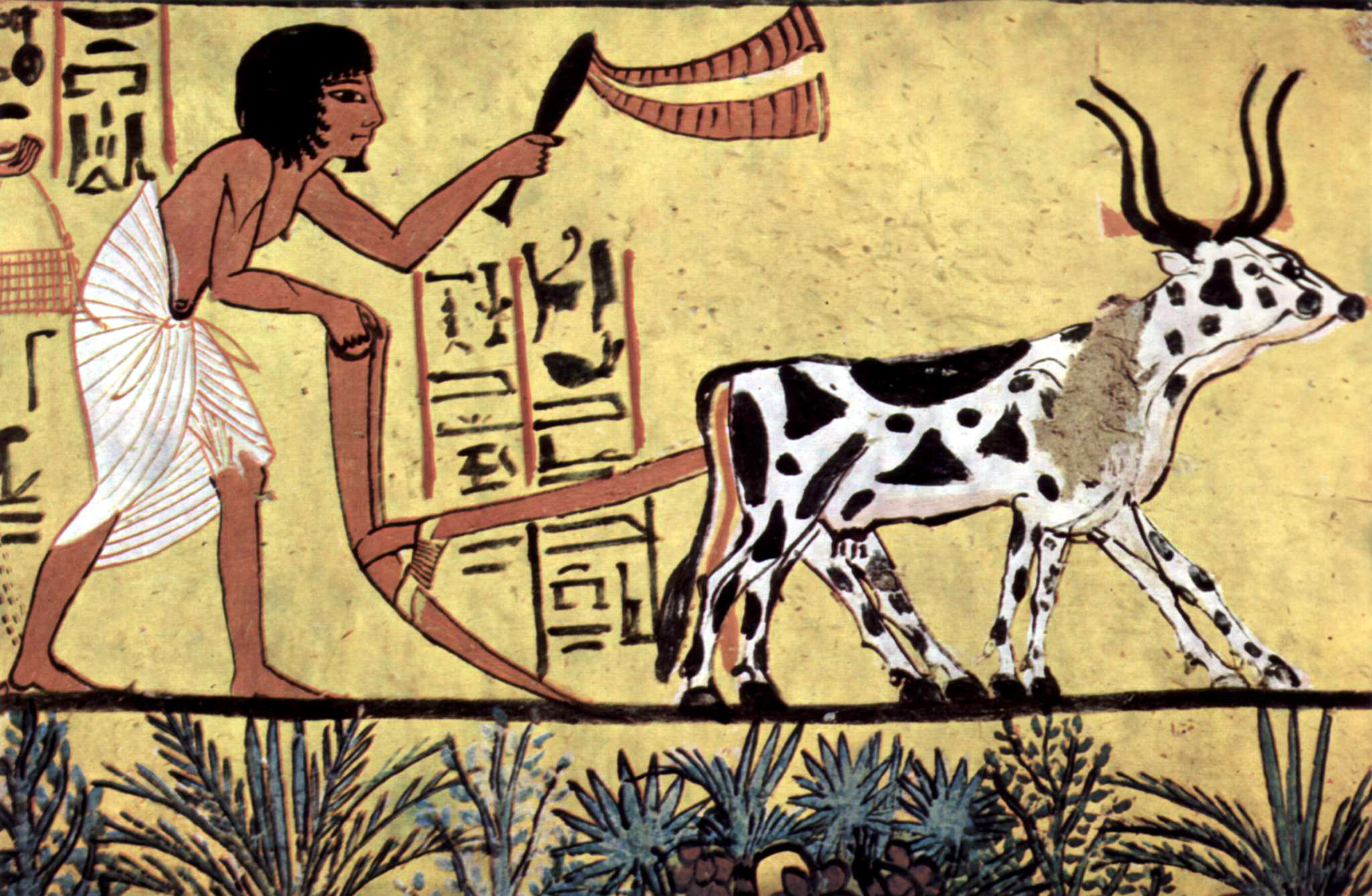
Labour à l'araire, chambre funéraire de Sennedjem : cette technique agricole a évolué vers la charrue puis les machines motorisées.

Le génie rural concerne les sciences et techniques au service de l'amélioration de la production agricole. Cette science-technique fait partie des disciplines enseignées dans les écoles d'ingénieurs agricoles et agronomiques. C'est également un service de l'administration agricole.
L'évolution des techniques permet d'améliorer les méthodes de culture et d'élevage au service des agriculteurs, mais aussi des industries de services et fournitures à l'agriculture.
Le génie rural concerne les aménagements agricoles tels que la construction et l'amélioration des bâtiments, le machinisme agricole, l'énergie et l'organisation du travail. A cela s'ajoute, l'aménagement de l'espace rural.
La partie dédiée au machinisme agricole inclut la conception des machines agricoles fixes et mobiles, les capteurs et systèmes de contrôle associés pour permettre la transformation et le conditionnement des produits agricoles à la ferme ou l'exploitation agricole en tant qu'entreprise. En effet, lorsque cette transformation est réalisée en usine, on parle plutôt de l'industrie agroalimentaire.
Le génie rural n'inclut pas toutes les composantes de ce qui permet l'amélioration des rendements agricoles. En effet, les engrais, amendements, semences, produits phytosanitaires concernent la chimie agricole. Tandis que les aliments du bétail, services vétérinaires et génétiques concernent la zootechnie.

## Histoire
Christophe Mathieu de Dombasle est considéré comme un précurseur de l'amélioration technique des exploitations agricoles, par la mise en place d'une ferme exemplaire (ferme école) à Roville. Il étudie aussi bien la cristallisation du sucre, la fabrication de l'eau-de-vie de pomme de terre, que le fonctionnement de différents types de charrues. Il traduit également des auteurs européens dont l'Allemand Albrecht Daniel Thaër et l’Écossais John Sinclair.

## Enseignement
Le génie rural est une discipline est enseignée dans les écoles supérieures d'agriculture dès le XIXe siècle.
En France, il existe également un corps d'ingénieur intitulé : Ingénieur du génie rural, des eaux et des forêts. Ils étaient formés à l'École nationale du génie rural, des eaux et des forêts,.